# Johunut
Johunut is een bestuurslaag in het regentschap Wonogiri van de provincie Midden-Java, Indonesië. Johunut telt 1846 inwoners (volkstelling 2010).